# Stazione di Fiorenzuola
Stazione di Fiorenzuola vasútállomás Olaszországban, Fiorenzuola d’Arda településen.

## Vasútvonalak
Az állomást az alábbi vasútvonalak érintik:
- Milánó–Bologna-vasútvonal

## Kapcsolódó állomások
A vasútállomáshoz az alábbi állomások vannak a legközelebb:
- Stazione di Cadeo
- Alseno railway station